# Resolució 218 del Consell de Seguretat de les Nacions Unides
La Resolució 218 del Consell de Seguretat de les Nacions Unides, aprovada el 23 de novembre de 1965, després de recordar les resolucions anteriors sobre el tema, i la ineficàcia de Portugal per posar-les en pràctica, el Consell va exigir de nou Portugal la retirada la seva presència militar a les seves colònies i entrar en negociacions amb els partits polítics que reclamaven la independència.
El Consell també va afirmar que la situació resultant del conflicte per retenir les colònies pertorbava greument la pau i la seguretat internacionals i va sol·licitar que tots els Estats s'abstinguin de subministrar Portugal qualsevol tipus d'armes o material de guerra que li permetés continuar la repressió de la població dels territoris sota la seva administració.
La resolució va ser aprovada amb set vots, mentre que França, el Països Baixos, Regne Unit i Estats Units es van abstenir.